# 21: Two One
21: Two One è un videogioco del 2001 appartenente al genere visual novel. Videogioco eroge per Microsoft Windows, è stato convertito per Dreamcast rimuovendo i contenuti erotici e modificando parzialmente il gameplay.